# 우먼 인 윈도
《우먼 인 윈도》(영어: The Woman in the Window)는 A. J. 핀의 2018년작 범죄 스릴러 소설로, 작가의 데뷔 작품이다. 광장공포증을 앓는 전직 정신과 의사가 집 안에서 이웃집의 살인사건을 목격하면서 시작되는 이야기이다. 대한민국에는 '모중석 스릴러 클럽'의 47번째 작품으로서 2019년 출간되었다. 번역자는 부선희이다.
조 라이트 감독, 에이미 애덤스, 줄리앤 무어, 게리 올드먼 주연으로 영화화가 확정되었다.